# Famille de Rambaud (Dauphiné)
Pour les articles homonymes, voir Rambaud.
La famille Rambaud alias Rambaudis, puis Rambaud de Furmeyer est une ancienne famille noble originaire du Dauphiné, éteinte au XVIe siècle.

## Origine
Les Rambaud sont peut-être, sans que cela ne soit prouvé, une branche des Mévouillon qui ont longtemps utilisé le prénom de Rambaud et qui possédaient des terres en gapençais.
Cette famille est originaire de Gap et a joué un rôle important durant les guerres de religions. Elle remonte à Hugues, fils de Rambaud en 1230. 
.
Pons Rambaud rend hommage au Dauphin pour la terre de Montgardin le 24 aout 1352.
Pierre Rambaud parait comme témoin au contrat de mariage du dauphin Guigues-André avec Béatrix de Claustral en 1202.  
Antoine Rambaud est présent à l'arrière-ban de la noblesse du baillage de Gap en 1598.

## Personnalités
Principales personnalités: 
- Pierre Rambaud, seigneur de Montgardin en 1202,
- Jean Rambaud, Prieur commendataire de Jarjayes en 1439,
- Guelis II, blessé à Pavie en 1525,
- Antoine Rambaud, né en 1521, chef de guerre protestant,
- Jacques Rambaud, né vers 1525, capitaine protestant,
- Gabriel Rambaud, gouverneur de Tallard en 1567.

## Titres
- Seigneuries de Faudon, d'Ancelle, Beaurepaire, La Batie-Neuve, Avançon, Furmeyer, Aspres, Veynes, La Rochette, Montgardin, Montorcier, Romette.

## Armes
| Image | Armoiries                                                            |
| ----- | -------------------------------------------------------------------- |
|       | Armes: D'azur, au pin d'or, chargé au sommet d'une colombe d'argent. |

## Alliances
Les principales alliances de la famille en Dauphiné sont : de Montauban, Philochi, Arthaud, de Bardonnèche, d'Orcière, de Moustier, d'Armand, d'Abon.